# Chris Gill
Chris Gill (* im 20. Jahrhundert) ist ein britischer Filmeditor, der in seiner über 30-jährigen Film- und Fernsehkarriere bei rund 90 Produktionen für den Filmschnitt verantwortlich war. Darunter Klassiker des modernen britischen Kinos wie 28 Days Later, Sunshine, 28 Weeks Later, Wiedersehen mit Brideshead oder The Guard – Ein Ire sieht schwarz.

## Leben und Karriere
Chris Gill begann 1982 als Editor beim britischen Fernsehen. Dort betreute er die ersten 20 Jahre vor allem Episoden namhafter Serien wie Sherlock Holmes, Für alle Fälle Fitz, Grafters oder Glasgow Kiss, darüber hinaus aber auch einige Fernsehminiserien und mehrere Fernsehfilme. Für Touching Evil und Crime and Punishment gewann er jeweils den Royal Television Society Award in der Kategorie Bester Schnitt.
2002 vertraute ihm Regisseur Danny Boyle den Schnitt über die aufwendige Kinoproduktion 28 Days Later an. Gill arbeitete danach noch für zwei weitere Filme für Danny Boyle, 2004 bei der Produktion Millions und 2007 bei dem Science-Fiction-Drama Sunshine. 2011 wurde er mit dem Satellite Award in der Kategorie Best Editing für den Kriminalfilm The Guard – Ein Ire sieht schwarz von Regisseur John Michael McDonagh ausgezeichnet.
Seit Beginn der 2000er Jahre arbeitete er als Editor unter anderem mit den Regisseuren Steve Barker, Julian Jarrold, Aisling Walsh, Philip Ridley, Neil Marshall, Kasper Barfoed, John Madden und Adrian Noble zusammen.

## Auszeichnungen
- 1997: Royal Television Society Award in der Kategorie Best Editing für Touching Evil
- 2002: Royal Television Society Award in der Kategorie Best Editing für Crime and Punishment
- 2011: Satellite Awards in der Kategorie Best Editing für The Guard – Ein Ire sieht schwarz
- 2018: British Independent Film Award in der Kategorie Best Editing für American Animals zusammen mit Julian Hart und Nick Fenton

## Filmografie (Auswahl)

### Kino
- 2002: 28 Days Later
- 2004: Millions
- 2005: The Dark
- 2006: The Lives of the Saints
- 2007: Outpost – Zum Kämpfen geboren (Outpost)
- 2007: Sunshine
- 2007: 28 Weeks Later
- 2008: Wiedersehen mit Brideshead (Brideshead Revisited)
- 2008: Blick des Bösen – Sie will nur spielen (The Daisy Chain)
- 2009: Heartless
- 2009: Lügen macht erfinderisch (The Invention of Lying)
- 2010: Centurion
- 2010: Locked In
- 2011: The Guard – Ein Ire sieht schwarz (The Guard)
- 2011: Age of Heroes
- 2011: Hollow
- 2011: Best Exotic Marigold Hotel
- 2012: Outpost – Black Sun (Outpost: Black Sun)
- 2012: Stitches
- 2013: Enemies – Welcome to the Punch (Welcome to the Punch)
- 2013: Numbers Station (The Numbers Station)
- 2014: A Long Way Down
- 2014: Vampire Academy
- 2014: Am Sonntag bist du tot (Calvary)
- 2014: Wüstentänzer – Afshins verbotener Traum von Freiheit (Desert Dancer)
- 2014: Beijing, New York
- 2014: Bhopal: A Prayer for Rain
- 2015: Moonwalkers
- 2016: Dirty Cops – War on Everyone (War on Everyone)
- 2016: Collide
- 2017: Churchill
- 2017: The Cured: Infiziert. Geheilt. Verstoßen (The Cured)
- 2017: Lies We Tell
- 2017: Habit
- 2017: Zoo
- 2018: American Animals
- 2018: Scott and Sid
- 2018: The More You Ignore Me
- 2018: Redcon-1
- 2019: Mrs Lowry & Son
- 2020: Waiting for Anya
- 2020: Sulphur and White
- 2021: Denen man vergibt (The Forgiven)
- 2024: Monkey Man
- 2024: Kneecap
- 2024: Old Guy – Alter Hund mit neuen Tricks (Old Guy)

### Fernsehen
- 1982: A Kind of Loving (Fernsehserie, eine Episode)
- 1983: Shades of Darkness (Fernsehserie, eine Episode)
- 1984–1985: Sherlock Holmes (Fernsehserie, 4 Episoden)
- 1989: Todesflug KAL 007 (Coded Hostile / Tailspin: Behind the Korean Airliner Tragedy) (Fernsehfilm)
- 1991: The Case-Book of Sherlock Holmes (Fernsehserie, 2 Episoden)
- 1992: Künstliche Schwestern (The Cloning of Joanna May) (Fernsehfilm)
- 1992: Angels (Fernsehfilm)
- 1993: Für alle Fälle Fitz (Fernsehserie, 2 Episoden)
- 1994: Crocodile Shoes (Fernsehminiserie)
- 1996: Crocodile Shoes II (Fernsehminiserie)
- 1997: Deacon Brodie (Fernsehfilm)
- 1997: Touching Evil (Fernsehserie, eine Episode)
- 1997: Painted Lady (Fernsehfilm)
- 1998: Talking Heads 2 (Fernsehminiserie)
- 1998: Grafters (Fernsehserie, 2 Episoden)
- 1999: Great Expectations (Fernsehfilm)
- 1999: All the King’s Men (Fernsehfilm)
- 2000: Reach for the Moon (Fernsehminiserie)
- 2000: Happy Birthday Shakespeare (Fernsehfilm)
- 2000: Glasgow Kiss (Fernsehserie, eine Episode)
- 2000: Never Never (Fernsehfilm)
- 2001: Love in a Cold Climate (Fernsehminiserie)
- 2001: Strumpet (Fernsehfilm)
- 2001: Vacuuming Completely Nude in Paradise (Fernsehfilm)
- 2001: Goodbye, Mr Steadman (Fernsehfilm)
- 2002: Crime and Punishment (Fernsehfilm)
- 2003: Cambridge Spies (Fernsehminiserie, 4 Episoden)
- 2003: Canterbury Tales (Fernsehminiserie)
- 2009: 10 Minute Tales (Fernsehserie, eine Episode)
- 2019: His Dark Materials (Fernsehserie, eine Episode)

### Kurzfilm
- 2004: Elephant Palm Tree
- 2007: The Stronger
- 2009: Rapunzel: The Final Chapter
- 2009: The Odds
- 2010: The Happiness Salesman